# Chrysoteuchia topiarius
Chrysoteuchia topiarius là một loài bướm đêm trong họ Crambidae.